# تنکی دپ
تنکی دپ یا تنگی روستایی در دهستان جکیگور بخش مرکزی شهرستان راسک استان سیستان و بلوچستان ایران است.

## جمعیت
بر پایه سرشماری عمومی نفوس و مسکن در سال ۱۳۹۵ جمعیت این روستا ۳۳۱ نفر (۷۰خانوار) بوده‌است.